# Ставрополь (футбольный клуб)
«Ста́врополь» — российский футбольный клуб из Ставрополя, созданный в 2005 году на основе открытого акционерного общества. Акционерами ФК «Ставрополь» являлись крупнейшие предприятия края, администрация города Ставрополь, а также частные лица.
В 2008 году команда заняла 2-е место в соревнованиях ЛФЛ зоны ЮФО и получила право выступать в сезоне 2009 в зоне «Юг» Второго дивизиона. В 2009 году команда заняла 2-е место в турнире зоны «Юг» второго дивизиона.
Перед сезоном 2010 года клубу было официально предложено занять освободившееся место подольского «Витязя» в первом дивизионе, однако руководство «Ставрополя» от такой возможности отказалось. 18 февраля 2010 года было принято решение об исключении клуба из числа членов ПФЛ. Таким образом, «Ставрополь» утратил профессиональный статус и с 2010 года участия в турнире второго дивизиона чемпионата России не принимает.
В 2012 году была создана одноимённая команда — ФК «Ставрополь», которая стала выступать в чемпионате Ставропольского края, позднее вошла в структуру «Динамо-ГТС». К ФК «Ставрополь», созданному в 2005 году, она никакого отношения не имеет.